# Кирилловка (Алтайский край)
Кири́лловка — село в Бурлинском районе Алтайского края России. Входит в состав Устьянского сельсовета.

## История
Основано в 1911 году. В 1928 году посёлок Кирилловка состоял из 48 хозяйств, проживало 246 человек (118 мужчин и 128 женщин). Преобладающее население: украинцы. Входил в состав Кабанского сельсовета Ново-Алексеевского района Славгородского округа Сибирского края. Была основана сельскохозяйственная артель «Запорожец». С 1950 года являлся отделением укрупненного колхоза «Сталинский путь». С 1960 года — отделение совхоза «Устьянский».

## Население
| 1997 | 1998 | 1999 | 2000 | 2001 | 2002 | 2003 |
| ---- | ---- | ---- | ---- | ---- | ---- | ---- |
| 49   | ↗54  | ↗56  | ↘47  | ↘41  | ↘31  | ↗40  |
| 2004 | 2005 | 2006 | 2007 | 2008 | 2009 | 2010 |
| ↘25  | ↘18  | ↘17  | ↗20  | ↘13  | ↘12  | ↗16  |
| 2011 | 2012 | 2013 |      |      |      |      |
| →16  | ↘14  | →14  |      |      |      |      |

## Улицы
В селе имеется одна улица — Лесная.